# Adolf Herrgott

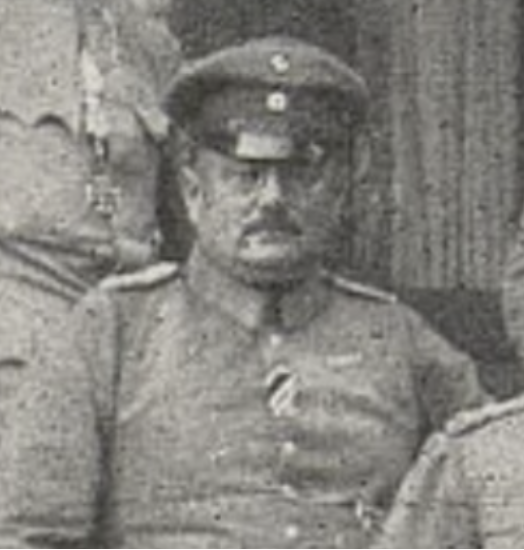
Adolf Herrgott (1915)

Adolf Herrgott (* 1. Oktober 1872 in Bamberg; † 15. Februar 1957 in Lindau) war ein deutscher Generalleutnant im Zweiten Weltkrieg. Als solcher war er von 1941 bis 1942 Kommandeur der Kriegsgefangenen, darunter während des deutschen Überfalls auf die Sowjetunion im besetzten Polen.

## Leben
Der Sohn eines Generalmajors wurde im Kadettenkorps erzogen und trat am 22. Juli 1890 als Portepee-Fähnrich in das 2. Infanterie-Regiment „Kronprinz“ der Bayerischen Armee ein. Nach der Absolvierung der Kriegsschule wurde er 1892 zum Sekondeleutnant befördert und war von 1896 bis 1898 Adjutant des Bezirkskommandos Vilshofen. Anschließend kehrte Herrgott zu seinem Stammregiment zurück und wurde dort ab 1901 als Bataillonsadjutant verwendet. Von 1902 bis 1905 absolvierte er die Kriegsakademie, die ihm die Qualifikation für den Generalstab und das Lehrfach aussprach. 1906 folgte seine Beförderung zum Hauptmann unter gleichzeitiger Versetzung in die Zentralstelle des Generalstabes nach München. Hier verblieb Herrgott die kommenden beiden Jahre, war von 1908 bis 1910 Kompaniechef im 13. Infanterie-Regiment „Franz Joseph I., Kaiser von Österreich und Apostolischer König von Ungarn“ und wurde anschließend zum Generalstab der 6. Division versetzt. Als Major kommandierte man ihn 1912 zum Großen Generalstab nach Berlin und gleichzeitig fungierte Herrgott als militärisches Mitglied des bayerischen Senats beim Reichsmilitärgericht. In dieser Zeit erhielt Herrgott auch eine Ausbildung als Beobachtungsoffizier auf verschiedenen Luftschiffen.  
Bei Ausbruch des Ersten Weltkriegs war Herrgott zunächst als Beobachtungsoffizier beim Luftschiffhafen Düsseldorf tätig. Am 24. August 1914 wurde er in das Kriegsministerium nach München versetzt und am 5. September 1914 zum Ersten Generalstabsoffizier der 6. Reserve-Division ernannt. Mit dem Großverband nahm er an der Schlacht vor Nancy-Epinal sowie den Kämpfen auf den Maashöhen zwischen Maas und Mosel teil. Ende Dezember 1914 verließ er die Division und wurde Erster Generalstabsoffizier des II. Armee-Korps. Im weiteren Kriegsverlauf hatte er weitere Generalstabsverwendungen. Darunter von Juli bis September 1916 als Verbindungsoffizier zur Heeresgruppe „Erzherzog Karl“ anschließend bei der Heeresgruppe „Erzherzog Joseph“ und dann bis zum 18. Juli 1917 im Generalstab der 7. Armee. Im Juli wurde Herrgott, inzwischen Oberstleutnant, zur Armeegruppe „Palästina“ versetzt. Von Dezember 1917 bis zum 6. April 1918 diente er in der osmanischen Armee im Rang eines türkischen Generalmajors. Zurück in der bayerischen Armee wurde er wieder als Generalstabsoffizier eingesetzt, zuletzt als Chef des Generalstabes der 6. Armee. Im August 1918 erhielt er den Orden Pour le Mérite.
Nach dem Ende des Ersten Weltkriegs wurde Herrgott im Rang eines Oberstleutnants in die Vorläufige Reichswehr übernommen. Er schloss sich dem Freikorps Epp an und nahm als Kommandeur des bayrischen Schützenkorps an der Niederschlagung der Münchner Räterepublik teil. Nach der Besetzung Münchens am 2. Mai 1919 wurde er am 6. Mai kurzzeitig Stadtkommandant. Zu seinem Stab gehörten dabei Ernst Röhm und Christian Roth. Anschließend übernahm Herrgott das Kommando über das Reichswehr-Schützen-Regiment 41. Mit einem Detachement nahm er im Juli 1919 am Einmarsch der Reichswehrtruppen in Hamburg teil, wo es zu den sogenannten Sülzeunruhen gekommen war. Aufsehen erregte Herrgott, als er vor Friedrich Eberts Antrittsbesuch als Reichspräsident in München im August 1919 öffentlich dem bayerischen Minister für militärische Angelegenheiten Ernst Schneppenhorst Unterstützung der Räterepublik vorwarf und eine Anklage wegen Hochverrats forderte. Herrgott gab an, er könne nicht für die Sicherheit Schneppenhorsts garantieren, wenn dieser der Truppenparade vor Ebert beiwohnen sollte. Reichswehrminister Gustav Noske lehnte aber eine Absetzung Herrgotts ab.
Herrgott wurde zum 1. Oktober 1919 als Abteilungschef bei der Inspektion für das Erziehungs- und Bildungswesen in das Reichswehrministerium in Berlin versetzt. Dort wurde er am 17. Mai 1920 Chef der Lehr-, später Ausbildungsabteilung (T 4). Herrgott kehrte im April 1922 in den Truppendienst zurück, war bis 31. Oktober 1922 Kommandeur des 4. (Preußisches) Infanterie-Regiments und anschließend Kommandeur des 20. (Bayerisches) Infanterie-Regiments in Regensburg. In dieser Stellung wurde er am 1. Februar 1923 Generalmajor und am 30. November aus dem aktiven Dienst entlassen.
Nach einer aktiven Militärzeit widmete sich Herrgott dem Schießsport als Wehrertüchtigung. Er stand von 1923 bis 1934 dem Reichsverband deutscher Kleinkaliberschützen vor und 1933/34 auch dem Deutschen Schießsportverband. In letzterer Funktion gehörte er auch dem Reichsführerring des deutschen Sports an.
Während der folgenden Jahre übernahm Herrgott verschiedene Aufgaben als Lehrer und Ausbilder für das Reichskriegsministerium. Er gehörte zum konservativen bayerischen Widerstandskreis um Franz Sperr. 
Herrgott erhielt am 27. August 1939, dem sogenannten Tannenbergtag, den Charakter als Generalleutnant verliehen.
Während des Zweiten Weltkriegs wurde Herrgott am 15. Januar 1940 zunächst zur Verfügung des Heeres der Wehrmacht gestellt, ohne jedoch direkt einen Posten zu erhalten. Von Mai bis September 1941 war er Kommandeur der Kriegsgefangenen zur besonderen Verwendung im Generalgouvernement, anschließend im Wehrkreis V. 1942 wurde er in die Führerreserve versetzt und am 30. April 1943 schließlich in den Ruhestand verabschiedet.